# Wayne Palmer
Wayne Palmer es el hermano del senador y después presidente David Palmer, en la serie de televisión estadounidense 24. Palmer es un personaje de ficción interpretado por el actor D.B. Woodside (Buffy la Cazavampiros).

## Perfil
Wayne fue el asistente principal de su hermano David luego que este despidiera (por traición) a Mike Novick. Wayne es una persona práctica que cree en la necesidad de mancharse las manos en términos políticos para hacer uso de las capacidades que los a los cargos implican. Sin embargo, a la vez muestra una gran lealtad y cariño a su hermano.
En algún momento del pasado Wayne tuvo una relación con la esposa de un poderoso magnate y colaborador de campaña de los Palmer, lo cual en su momento va a reprecutir en su vida política cuando este magnate trata de obligar a David a despedir a su hermano si quiere preservar un acta de servicios de salud. Estos eventos conducirían a Wayne a mancharse las manos de varias maneras, involucrando a Sherry Palmer en el caso lo cual finalmente termina con un homicidio culposo, un asesinato y un suicidio.
Años más tarde, cuando David Palmer es asesinado, Wayne recibe noticias que alguien en la administración de Charles Logan está involucrado. Wayne se entromete en los eventos ayudando a Jack Bauer a recuperar una cinta que involucra al presidente Logan en persona. 
Tras estos eventos, al parecer Wayne Palmer recibe un fuerte apoyo público que lo lleva a competir por la Presidencia, convirtiéndose en el segundo presidente afroamericano de los Estados Unidos apenas tres meses antes de la Sexta Temporada.

### Familia y Parientes
- Hermano: David Palmer
- Hermana: Sandra Palmer
- Esposa: desconocido (lleva un anillo)
- Sobrinos: Keith y Nicole Palmer.
- Cuñado: Walid Al-Rezaani (por parte de Sandra)
- Cuñada: Sherry Palmer (por parte de David)

## Wayne Palmer en 24

### 3ª temporada
Wayne Palmer fue el Jefe de Personal de la Casa Blanca durante el gobierno de su hermano, David Palmer. Vio con malos ojos el involucramiento de Davis con la doctora Anne packard, su fisioterapeuta tras los eventos del final de la Segunda Temporada, y debió supervisar los detalles de un debate televisivo durante la campaña, que fue interrumpido debido a una operación encubierta de Jack Bauer.
Posteriormente Wayne se vio envuelto en líos amorosos cuando el principal financista de la campaña de David, Allan Milliken, amenazó con retirar su apoyo de la campaña si Wayne no dejaba su puesto debido a un amorío que Wayne había sostenido con su esposa Julia Milliken.
La intervención de Sherry Palmer en este asunto termina con Allan muerto y Julia inculpando a Wayne del hecho. Preocupado por los extremos a los cuales Sherry llega con tal de chantajear a David para ocultar el asunto, Wayne llama a un viejo amigo para que sustraiga la evidencia que Sherry posee. La intervención sale terriblemente mal, terminando con Julia y Sherry muertas también; Wayne decide volver con David y el estrés de esos eventos más otros eventos del día causa que David Palmer abandone su repostulación a la Presidencia.
Wayne es visto por última vez abordando un elevador junto a David y el agente asignado a protegerlo, Aaron Pierce.

### 5ª temporada

#### La Muerte de Palmer
Al iniciar el Día 5, Palmer se encuentra en casa de su hermano Wayne en Los Ángeles, cuando es asesinado por un francotirador de un tiro en la garganta. Wayne corrió a su ayuda, pero era ya demasiado tarde. La noticia de la muerte de Palmer corrió muy rápido, incitando a Jack Bauer a salir de su anonimato para tratar de encontrar al asesino. Jack se encuentra con Wayne quien lo culpa de su muerte, pero al final decide confiar en él.
Wayne posteriormente recibe un comunicado de la edecana de la primera dama Martha Logan indicando que "alguien en la administración de Charles Logan" está involucrado. Wayne contacta a Aaron Pierce para ingresar al complejo presidencial, pero en el camino es atacado por unos sujetos que disparan a su auto y lo sacan del camino. Malherido, Wayne alcanza a llegar al complejo cuando es ayudado por Aaron, quien ya estaba extrañado por la tardanza de Wayne.
Wayne se encuentra con el vicepresidente, Hal Gardner, quien afirma que David fue un gran hombre y Presidente. Posteriormente Wayne se encuentra con Evelyn Martin, la asistente de Martha, quien le ofrece entregarle la evidencia a cambio de que le ayude a liberar a su hija de los hombres de Christopher Henderson. Para esta tarea, Wayne contacta a Jack Bauer.

#### La Más Alta Traición
Wayne participa de un intento de emboscada a Christopher Henderson en el cual Evelyn Martin y su hija son recuperadas, pero el villano escapa. Tras rastrear la cinta de Evelyn Martin a un banco, Jack Bauer y Wayne Palmer deben enfrentar a los hombres de Henderson, pero logran escapar con la evidencia cuando unidades militares llegan al banco para reforzar el reciente toque de queda.
Posteriormente, Wayne Palmer es llevado por Bill Buchanan quien asegura conocer a alguien que puede ocultar a Wayne de las represalias de quien sea que esté tras la muerte de su hermano (quien finalmente resultará ser el mismísmo Presidente, Charles Logan). Wayne se niega a abandonar pero decide aceptar finalmente. No se le vuelve a ver en lo que resta de la Temporada.

### 6ª temporada
Al inicio de la sexta temporada, Wayne Palmer es el nuevo presidente de los Estados Unidos, y tiene que enfrentar una situación muy complicada cuando una organización terrorista supuestamente dirigida por Hamri Al-Assad ataca Estados Unidos con bombarderos suicidas. Un excolaborador de Assad, Abu Fayed, ofrece la ubicación de Assad a cambio de la vida de Jack Bauer, a lo que Wayne accede. Sin embargo cuando Jack escapa y comprueba que Fayed es el verdadero terrorista, Wayne decide confiar en él y cederle en mando de la operación.
Durante un operativo de la UAT para interceptar un maletín nuclear, Palmer y el resto de su equipo en la Casa Blanca se ven forzados a observar vía satélite cómo la operación fracasa cuando la bomba es detonada en Valencia, cerca de Los Ángeles. Esto convierte al Presidente Palmer en el segundo Presidente en 24 que tiene que presenciar una detonación atómica en su país.
Posteriormente Wayne Palmer recibe en la Casa Blanca al ex-terrorista Hamil Al-Assad quien quiere unirse a Palmer y denunciar los actos terroristas de Abu Fayed con el objetivo de buscar la paz. Miembros de la Administración de Palmer descontentos con su falta de respuesta militar orquestan un atentado dentro de la Casa Blanca para inculpar a Al-Assad y fortalecer su agenda pro-americana, resultando en Wayne Palmer hospitalizado con peligro de muerte y con Al-Assad muerto al detectar la amenaza y tratar de proteger a Wayne Palmer.
Wayne se recupera de su operación justo a tiempo para detener al presidente interino Noah Daniels de lanzar un ataque con misiles a los países que supuestamente estaban detrás de la operación de Fayed, y se mantiene en el cargo por dos horas hasta que, durante una conferencia de prensa, una nueva hemorragia cerebral lo envía al hospital en estado de coma.
Al final de la temporada 6, no se tenían nuevas noticias sobre su estado. Aunque, posteriormente, en 24: Redemption se muestra un periódico en el que se dice que, debido a las fuertes lesiones ocasionadas por el atentado, murió poco después.

## Otros detalles
Wayne Palmer tuvo el honor de ser el segundo Presidente afrodescendiente de los Estados Unidos, siguiendo a su hermano David Palmer, aunque haya sido en una obra de ficción.
Además Wayne es el primer Presidente en 24 al cual se ve de hecho en la Casa Blanca; los presidentes anteriores tuvieron la mayoría de sus escenas y tramas en edificios gubernamentales en Los Ángeles o en el Air Force One.

### Personal
- Gabinete:
  - Vicepresidente: Noah Daniels
- Equipo Personal:
  - Jefe de Personal: Thomas Lennox
  - Asesor de Seguridad Nacional: Karen Hayes
  - Secretario de Defensa: Ethan Kanin
- Detalle del Servicio Secreto:
  - Agentes a Cargo: Aaron Pierce, entre otros.

- Datos: Q2719854